# Bottenfjellet
Bottenfjellet (eller Åsbygda eller historiskt Hekne) är en tidigare tätort i Stange kommun i Innlandet fylke i sydöstra Norge. Orten ligger där fylkesväg 1886 möter fylkesväg 1916 och fylkesväg 1918, öster om kommunens centralort Stange.
Tidigare har orten tillhört dåvarande Romedals kommun.
Sedan 2017 räknas orten inte längre som en tätort.